# Четецяуа
Четецяуа (рум. Cetățeaua) — село у повіті Вилча в Румунії. Входить до складу комуни Мітрофань.
Село розташоване на відстані 154 км на захід від Бухареста, 40 км на південь від Римніку-Вилчі, 57 км на північний схід від Крайови, 148 км на південний захід від Брашова.

## Населення
За даними перепису населення 2002 року у селі проживала 71 особа, усі — румуни. Усі жителі села рідною мовою назвали румунську.